# Headquarters Multinational Division South East
Das Headquarters Multinational Division South-East (HQ MND-SE) ist ein aufgrund einer Initiative Rumäniens 2015 aufgestellter gemeinsames militärisches Divisions-Hauptquartier, das am 31. August 2015 in Bukarest in Dienst gestellt wurde.
Diese multinationale Division war die erste ihrer Art, die nach 2014 aufgestellt wurde.

## Geschichte
Die Beschlüsse des NATO-Gipfels 2014 in Wales führten zu diesem ersten multinationalen Verband der NATO an der Südostflanke des Bündnisses. Zuvor gab es im Nordosten lediglich das Multinationale Korps Nord-Ost.
Das Divisions-Hauptquartier der MND-SE wurde anschließend in Bukarest aufgebaut. Es trat zum 1. September 2015 an die Stelle der bisherigen 1. Rumänischen Infanteriedivision (Divizia 1 Infanterie); sie wurde Ende jenes Jahres aktiviert und damit Teil der NATO-Kommandostruktur.
Die anfängliche Einsatzbereitschaft wurde im Juli 2016 und die volle Einsatzbereitschaft am 22. März 2018 erlangt.
Wenige Tage nach Russlands Beginn der Vollinvasion der Ukraine im Februar 2022 wurden erste Einheiten der NATO-VJTF in das Operationsgebiet der Division entsendet. In der Folge wurde in den beiden Schwarzmeeranrainer-Staaten des Bündnisses zunächst weitere NATO-Battlegroups etabliert, die von Italien und Frankreich geführt wurden.
Die MND-SE wurde im Januar 2023 dem Multinational Corps South East unterstellt, dass wenige Jahre zuvor ebenfalls die volle Einsatzbereitschaft erlangt hatte.

## Aufgaben
Die Hauptaufgaben des Korps sind die Planung und Durchführung gemeinsamer Verteidigung gemäß Artikel 5 des NATO-Vertrages.

## Gliederung
Im Stab der Division sind 14 NATO-Bündnispartner vertreten. Derzeit unterstehen dem Korps die folgenden Verbände, deren Personal truppendienstlich den jeweiligen nationalen Streitkräften untersteht.
Divisionstruppen
- 45. Fernmeldebataillon „Captain Grigore Giosanu“
- 300. Unterstützungsbataillon „SARMIS“

Dauerhaft unterstellte Verbände
- Multinationale Brigade Südost, Craiova (Umwandlung und Unterstellung 2018)
- NATO Force Integration Unit Bulgaria (Aufstellung 2015, Unterstellung 2018)
- NATO Force Integration Unit Romania (Aufstellung 2015, Unterstellung 2018)

Bei zusätzlichem Bedarf werden aus den verschiedensten Staaten weitere Verbände zur Verfügung gestellt.

## Kommandierende Generale
Das Kommando wird routinemäßiger von einem rumänischen Generalleutnant geführt.
| Nr. | Name                                                 | Kommandeur von    | Kommandeur bis  |
| --- | ---------------------------------------------------- | ----------------- | --------------- |
| 6.  | Generalul-maior Dorin Toma Rumänien                  | 6. Juni 2022      |                 |
| 5.  | Generalul-maior Christian Dan Rumänien               | 12. Juni 2020     | 6. Juni 2022    |
| 4.  | Brigaden general Plamen Vordanov Bulgarien           | 26. März 2020     | 12. Juni 2020   |
| 3.  | Generalul-maior Iulian Berdilă Rumänien              | 13. August 2019   | 26. März 2020   |
| 2.  | Generalul-maior Daniel Petrescu Rumänien             | 3. August 2017    | 13. August 2019 |
| 1.  | Generalul de brigadă Ovidiu-Liviu Uifaleanu Rumänien | 1. September 2015 | 3. August 2017  |